# 칼루시스코리시스카야선
칼루시스코리시스카야선(러시아어: Калу́жско-Ри́жская ли́ния)은 모스크바 지하철의 6호선이다. 24개 역에 길이는 37.8 km이다. 메드베드코보 역이 기점이며 노보야세넵스카야 역이 종점이다. 노선색은 주황색이다.

## 노선 개요
칼루시스코리시스카야선은 메드베드코보 역에서 출발해 노보야세넵스카야 역을 연결한다.

## 구간
| 구간                               | 개통일           | 길이    |
| ---------------------------------- | ---------------- | ------- |
| 프로스펙트 미라 - VDNKh            | 1958년 5월 1일   | 4.5km   |
| 옥탸브리스카야 - 노비예 체료무스키 | 1962년 10월 13일 | 12.6km  |
| 노비예 체료무스키 - 칼루시스카야   | 1962년 4월 15일  | 14.1km  |
| 옥탸브리스카야 - 키타이 고로드     | 1970년 12월 30일 | 3.1km   |
| 프로스펙트 미라 - 키타이 고로드    | 1971년 12월 31일 | 3.1km   |
| 노비예 체료무스키 - 벨랴예보       | 1974년 8월 12일  | 2.2km   |
| VDNKh - 메드베드코보               | 1978년 9월 30일  | 8.1km   |
| 샤볼롭스카야                       | 1980년 11월 6일  |         |
| 벨랴예보 - 툐플리 스탄             | 1987년 11월 6일  | 2.9km   |
| 툐플리 스탄 - 노보야세넵스카야     | 1990년 1월 17일  | 3.6km   |
| 총합                               | 24역             | 37.8 km |

### 명칭 변경
| 역               | 이전 이름                | 해당년        |
| ---------------- | ------------------------ | ------------- |
| VDNKh            | VSKhV (ВСХВ, 베에스하베) | 1958년–1959년 |
| 알렉세옙스카야   | 셰르바콥스카야           | 1966년–1990년 |
| 알렉세옙스카야   | 미르                     | 1958년–1966년 |
| 프로스펙트 미라  | 보타니체스키 사트        | 1958년–1966년 |
| 트레티야콥스카야 | 노보쿠즈네츠카야         | 1970년–1983년 |
| 키타이 고로드    | 플로샤디 노기나          | 1970년–1990년 |
| 수하렙스카야     | 콜호즈나야               | 1971년–1990년 |
| 노보야세넵스카야 | 비쳅스키 파르크          | 1990년–2009년 |

## 환승역
|  | 노선                               | 환승역                          |
|  | ---------------------------------- | ------------------------------- |
|  | 소콜니체스카야 선                  | 투르게넵스카야                  |
|  | 자모스크보레츠카야 선              | 트레티야콥스카야                |
|  | 콜체바야 선                        | 프로스펙트 미라, 옥탸브리스카야 |
|  | 타간스코 크라스노프레스넨스카야 선 | 키타이 고로드                   |
|  | 칼리닌스코 솔른쳅스카야 선         | 트레티야콥스카야                |
|  | 류블린스코 드미트롭스카야 선       | 투르게넵스카야                  |
|  | 부톱스카야 선                      | 노보야세넵스카야                |